# Морігамі Акіко
Морігамі Акіко (яп. 森上亜希子, нар. 12 січня 1980) — колишня японська тенісистка.
Здобула три парні титули туру WTA.
Найвищу одиночну позицію рейтингу WTA — ранг 41 досягнула 15 серпня 2005 року.
Завершила кар'єру 2009 року.

## Фінали турнірів WTA

### Одиночний розряд (3) (1-2)
| Легенда (Одиночний розряд) |
| Grand Slam (0)             |
| Tour Championships (0)     |
| Tier I Турнір (0)          |
| Tier II Турнір (0)         |
| Tier III Турнір (0)        |
| Tier IV Турнір (1)         |
| ITF Circuit (7)            |

| Результат | Ранг | Дата          | Турнір                  | Покриття | Опонент         | Рахунок  |
| --------- | ---- | ------------- | ----------------------- | -------- | --------------- | -------- |
| Поразка   | 1.   | 24 липня 2005 | Мастерс Цинциннаті, USA | Тверде   | Патті Шнідер    | 4–6, 0–6 |
| Перемога  | 1.   | 7 травня 2007 | ECM Prague Open, CZE    | Ґрунт    | Маріон Бартолі  | 6–1, 6–3 |
| Поразка   | 1.   | 22 липня 2007 | Мастерс Цинциннаті, USA | Тверде   | Анна Чакветадзе | 1–6, 3–6 |

### Парний розряд (2) (1-1)
| Легенда (Одиночний розряд) |
| Grand Slam (0)             |
| Tour Championships (0)     |
| Tier I Турнір (0)          |
| Tier II Турнір (0)         |
| Tier III Турнір (0)        |
| Tier IV Турнір (1)         |

| Результат | Ранг | Дата           | Турнір                           | Покриття   | Партнер     | Опонент                     | Рахунок          |
| --------- | ---- | -------------- | -------------------------------- | ---------- | ----------- | --------------------------- | ---------------- |
| Перемога  | 1.   | 16 лютого 2003 | Cellular South Cup, Memphis, США | Тверде (i) | Обата Саорі | Аліна Жидкова Бріанн Стюарт | 6–1, 6–1         |
| Поразка   | 1.   | 24 лютого 2007 | Cellular South Cup, Memphis, США | Тверде (i) | Ярміла Вулф | Ніколь Пратт Бріанн Стюарт  | 5–7, 6–4, [5–10] |

## Фінали ITF
| Результат | Ранг | Дата             | Турнір          | Покриття | Опонент          | Рахунок       |
| --------- | ---- | ---------------- | --------------- | -------- | ---------------- | ------------- |
| Перемога  | 1.   | 12 березня 2000  | Warrnambool     | Трава    | Мірейлл Діттманн | 6–4, 5–7, 6–1 |
| Перемога  | 2.   | 26 березня 2000  | Водонга         | Трава    | Марезе Жубер     | 6–1, 6–1      |
| Перемога  | 3.   | 14 жовтня 2001   | Саґа (Саґа)     | Трава    | Міягі Нана       | 6–4, 7–5      |
| Перемога  | 4.   | 28 жовтня 2001   | Home Hill       | Тверде   | Мірейлл Діттманн | 0–6, 6–4, 6–1 |
| Перемога  | 5.   | 27 квітня 2003   | Дотан (Алабама) | Ґрунт    | Мілагрос Секера  | 6–3, 6–4      |
| Перемога  | 6.   | 6 червня 2004    | Surbiton        | Трава    | Анна Чакветадзе  | 6–4, 1–6, 6–1 |
| Перемога  | 7.   | 4 листопада 2007 | Таоюань         | Тверде   | Яніна Вікмаєр    | 6–4, 7–6(7–5) |